# Szágópálma
A szágópálma (Metroxylon) az egyszikűek (Liliopsida) osztályának pálmavirágúak (Arecales) rendjébe, ezen belül a pálmafélék (Arecaceae) családjába tartozó nemzetség.

## Előfordulásuk
Fajai Délkelet-Ázsiában és a Csendes-óceán térségében élnek.

## Rendszerezés
A nemzetségbe az alábbi 7 faj tartozik:
- Metroxylon amicarum (H.Wendl.) Hook.f. (1884)
- Metroxylon paulcoxii McClatchey (1998)
- valódi szágópálma (Metroxylon sagu) Rottb. (1783)
- Metroxylon salomonense (Warb.) Becc. (1913 publ. 1914)
- Metroxylon upoluense Becc. (1918)
- Metroxylon vitiense (H.Wendl.) Hook.f. (1884)
- Metroxylon warburgii (Heimerl) Becc. (1918)